# Marc Charig
Marc Charig (né le 22 février 1944 à Londres) est un trompettiste britannique.
Il est particulièrement actif de la fin des années 1960 au début des années 1970, période durant laquelle il participe au groupe de Long John Baldry, à Bluesology, Soft Machine et au groupe de Keith Tippett Centipede. Il joue également avec King Crimson sur les albums Islands, Lizard et Red.
Au cours des années 1970, il joue en tournée avec le groupe Red Brass, dont la chanteuse est Annie Lennox. Il apparaît également avec Brotherhood of Breath et enregistre avec Mike Osborne. Il sort un LP, Pipedream, chez Ogun Records.
Il est également membre du London Jazz Composers Orchestra.
Plus récemment, il enregistre un CD, KJU: avec le groupe Quatuohr.

## Sources
- (en) Cet article est partiellement ou en totalité issu de l’article de Wikipédia en anglais intitulé « Marc Charig » (voir la liste des auteurs).